# Cenocoelius ornaticornis
Cenocoelius ornaticornis är en stekelart som beskrevs av Szepligeti 1901. Cenocoelius ornaticornis ingår i släktet Cenocoelius och familjen bracksteklar. Inga underarter finns listade.